# Ren Zhiqiang
Ren Zhiqiang (cinese : 任志强; Laizhou, 8 marzo 1951) è un imprenditore cinese, blogger su Sina Weibo con oltre 37 milioni di follower ed ex presidente di Huayuan Property, un'impresa statale di Pechino. Soprannominato "Big Cannon Ren"(任 大炮), è noto per le sue esplicite critiche al Partito comunista. Scomparso il 12 marzo 2020 dopo aver criticato il segretario generale del Partito comunista cinese, Xi Jinping, per la gestione della risposta della Cina alla pandemia COVID-19, in luglio è stato espulso dal partito e nel settembre 2020 condannato a diciotto anni di reclusione con accuse di corruzione, dopo un solo giorno di processo..

## Biografia
Ren Zhiqiang è nato nella provincia di Shandong l'8 marzo 1951. Suo padre, Ren Quansheng (任泉生 ; 1918–2007), era rivoluzionario della prima ora che ha contribuito alla nascita della Repubblica popolare cinese ed ex vice ministro del Commercio cinese, sua madre una funzionaria municipale a Pechino. Ha studiato alla Beijing No. 35 Middle School. I genitori di Ren furono perseguitati durante la Rivoluzione culturale e nel 1968 andò nella campagna di Yan'an per lavorare come giovane condannato. Un anno dopo, si arruolò nell'esercito popolare di liberazione, prestando servizio come ingegnere militare nella 38ª armata, e in seguito capo di plotone.
Ren lasciò l'esercito nel 1981 e divenne vicedirettore generale di Beijing Yida.. Nel 1984 è entrato a far parte della Beijing Huayuan Group Corporation come capo dipartimento. Fu imprigionato nel settembre 1985, ma rilasciato 14 mesi dopo senza essere condannato per alcun crimine. Secondo i suoi colleghi, il motivo della sua prigionia era perché aveva offeso il capo del dipartimento di audit del distretto di Xicheng a Pechino. Ren è diventato vicepresidente della Huayuan Corporation nel 1988 e presidente nel 1993. Nel 2004 è diventato direttore della Bank of Beijing Co., Ltd e nel 2007 presidente della Beijing Huayuan Property Co., Ltd. Laurea in giurisprudenza presso la Renmin University of China.
Nel 2010 il China Daily ha riferito che Ren, in qualità di presidente del Huayuan Real Estate Group, ha ricevuto lo stipendio più alto di chiunque altro tra le 258 società quotate che avevano presentato relazioni annuali. Secondo quanto riferito, il suo stipendio era di 7,07 milioni di yuan (1,04 milioni di dollari). Si è dimesso da capo della società immobiliare nel 2014.

### Critica al Partito Comunista
Ren è noto per le sue critiche esplicite al Partito Comunista e alle politiche del governo. In quanto magnate immobiliare con opinioni schiette, è stato chiamato "Donald Trump cinese". Il 7 maggio 2010 un manifestante gli ha lanciato una scarpa. Nel novembre 2013 ha minacciato di citare in giudizio la società televisiva statale China Central Television (CCTV) dopo aver riferito che Huayuan Real Estate doveva 54,9 miliardi di yuan di tasse non pagate; nel gennaio 2014 ha definito la CCTV "il maiale più stupido della terra". Nel settembre 2015 ha causato polemiche online in Cina con un post di Weibo che criticava la Lega della Gioventù Comunista Cinese, l'ala giovanile del Partito Comunista.
Nel 2016, ha apertamente sfidato il punto di vista del segretario generale del Partito Comunista, Xi Jinping, secondo cui i media governativi dovrebbero essere in linea con il Partito. Dopo che Xi ha fatto un giro di ispezione della CCTV il 19 febbraio 2016, durante il quale i giornalisti hanno mostrato uno striscione con la scritta "Il cognome della CCTV è il Partito. Siamo assolutamente fedeli. Per favore, ispezionateci", Ren ha postato su Weibo: "Quando fa il governo del popolo trasformarsi nel governo del partito? [I media] sono finanziati dalle quote di iscrizione al partito? Non sprecare i soldi dei contribuenti per cose che non forniscono loro servizi". Il tweet è stato successivamente cancellato, ma il 22 febbraio 2016 i media affiliati allo stato hanno accusato Ren di sostenere il rovesciamento del Partito Comunista. Il 28 febbraio, gli account weibo di Ren sono stati bloccati dalla Cyberspace Administration of China (CAC), per "diffusione di informazioni illegali", escludendo Ren da circa 37 milioni di follower del web. Il giorno dopo, il comitato del PCC del distretto di Xicheng, dove viene registrata l'appartenenza al partito di Ren, ha promesso di punirlo secondo le regole del partito. Il 2 maggio 2016, Ren è stato sottoposto a un anno di libertà vigilata all'interno del partito.
In un saggio del febbraio 2020 ha criticato un discorso tenuto da Xi Jinping riguardo alla pandemia di coronavirus, in cui Ren "...non ha visto un imperatore in piedi esibendo i suoi 'vestiti nuovi', ma un clown spogliato nudo che ha insistito per continuare a essere imperatore". Ha detto che la mancanza di libertà di stampa e libertà di parola avevano ritardato la risposta ufficiale alla pandemia, peggiorandone l'impatto. È scomparso il 12 marzo 2020.
Il 7 aprile 2020, la Commissione centrale per l'ispezione disciplinare del PCC ha annunciato che Ren era indagato per presunte "gravi violazioni della legge e della disciplina". He Weifang ha detto delle indagini: "Si spera che le autorità giudiziarie possano trattare questo caso in modo rigoroso e conforme alla legge, e dare una dimostrazione convincente del perché le osservazioni costituiscono violazioni della legge e persino crimini".
Il 23 luglio 2020 è stato espulso dal Partito Comunista Cinese, aprendo la strada alla sua azione penale. Il 22 settembre 2020, un tribunale cinese ha condannato Ren a 18 anni di carcere con l'accusa di corruzione per essersi appropriato illegalmente, secondo la sentenza, di oltre 49,7 milioni di yuan (9,9 milioni di dollari), avere accettato 1,25 milioni di yuan (184.000 dollari) di tangenti e avere sottratto, tra il 2003 e il 2017, oltre 9 milioni di dollari di fondi pubblici.